# 山口放送下関ラジオ中継局
山口放送下関ラジオ中継局（やまぐちほうそうしものせきラジオちゅうけいきょく）は、山口県下関市にあった山口放送 (KRY、1961年5月までの社名はラジオ山口) の中波放送中継局である。
周波数は918 kHz、空中線電力（送信出力）は1 kW、コールサインはJOPM。
1958年10月に開局したが、社の方針により廃止を前提として2024年5月より運用を休止している（後述）。

## 概要
1958年10月1日に「ラジオ山口下関放送局」として開局したAMラジオ放送局。KRYとしては徳山本局（2003年以降は周南本局）、萩放送局に次いで3番目に設置したAMラジオ放送局である。工費は約2000万円。開局当初は1500 kc（kHzと同義）・100 Wで送信していたが、周波数は1959年10月1日に920 kc、1978年11月23日に918 kHzへそれぞれ変更され、出力は1986年11月20日より1 kWへ増力した。
当初は有人運用であったが、1961年1月1日より無人運用（KRY本社からの遠隔運用）に切り替えられた。1958年10月の開局時は徳山本局・萩局・下関局の各局で別番組を放送する時間帯があったほか、1984年11月29日から使用していたラジオマスターも各局ごとに別番組を送出することが可能であった。
下関市上田中町1丁目20番21号（下関市立日新中学校・下関市立文関小学校そば）の丘陵地に置かれ、下関市を中心とする山口県西部の広範囲と福岡県北九州地方を中心にカバーしていた。山口県内のエリア内世帯数は約23万7100世帯（2024年の運用休止直前時点）であり、周南本局（約38万世帯、同上）に次いで2番目に多かった。

### FM転換に向けた運用休止
山口放送は「AMからFMへの全面転換」（AM放送の速やかな廃止）を目指す方針を公言しており、2015年以降FM補完中継局の設置を進めている。下関AM局を補完するKRY下関FM（火の山の下関テレビ中継局と同所）は2017年5月21日に開局し、2021年8月のKRY豊田FMの開局をもって14局体制となっている。
2023年の再免許申請時、全国AM民放で唯一、全AMラジオ放送局（周南本局、萩局、下関局、岩国局、山口局、須佐田万川局の6局）について「AM局の運用休止に係る特例措置」の適用を申請、電波監理審議会はこれを適当と認める旨を答申し、総務省から免許が交付された。下関局では2024年4月29日より減力（空中線電力の段階的な低下）を実施し、2024年5月27日より運用を休止している。また休止期間後も再開せずそのまま廃局にすることも有り得るとしている。

## 中継局概要
| 放送局名           | コールサイン | 周波数 | 空中線電力 | 放送対象地域 | 放送区域内世帯数 |
| ------------------ | ------------ | ------ | ---------- | ------------ | ---------------- |
| 山口放送下関放送局 | JOPM         | 918kHz | 1kW        | 山口県       | 約-世帯          |

送信アンテナは1958年開局当初のものを2024年の休止直前まで約65年間使用していた。
1958年当時、郵政省（総務省の前身）が民放AMラジオ中継局用の周波数として割り当てていたのは800 kc、1060 kc、1560 kcの3波のみであった。
800 kcは韓国・釜山の局、1060 kcはRKB毎日放送（RKBラジオ）の小倉局、1560 kcは大分放送（OBS、当時の社名はラジオ大分）の中津局が既に使用しており下関市への中継局設置は不可能な状態であったが、本来は親局用の周波数であり西日本放送（RNC、香川県）と同一の1500 kcの割り当てを郵政省の配慮により受けることが出来た。

## 年表
- 1958年9月24日 - 最初の放送免許を取得[1]。
- 1958年10月1日 - 周波数1500 kHz、出力100 Wで開局[1]。
- 1959年10月1日 - 周波数を920 kHzに変更[5]。
- 1961年1月1日 - 送信所を無人運用（本社からの遠隔運用）に変更[8]。
- 1978年11月23日 - 周波数を918 kHzに変更[6]。
- 1986年11月20日 - 出力を1 kWに増力[7]。
- 2024年4月29日 - この日より減力（出力低下）を実施[17]。
- 2024年5月27日 - この日より運用休止[17]。